# عقد 680 هـ
عقد 680 هـ هو الفترة بين عام 680 إلى 689 في التقويم الهجري، أي العشر سنوات التاسعة من القرن السابع الهجري.